# Лис (село)
Лис (рос. Лыс) — село у складі Новокузнецького району Кемеровської області, Росія. Входить до складу Кузедеєвського сільського поселення.

## Населення
Населення — 314 осіб (2010; 357 у 2002).
Національний склад (станом на 2002 рік):
- росіяни — 96 %